# Palazzo Arezzo della Targia
Il palazzo Arezzo della Targia è in edificio nobiliare ubicato in piazza del Duomo a Siracusa, a fianco del Palazzo Beneventano del Bosco.

## Storia
Esso venne fabbricato per volere della famiglia nobiliare Arezzo, baroni che avevano dei possedimenti presso contrada Targia e di altri sparsi nel siracusano da Augusta a Cassibile.

## La struttura del palazzo
Il palazzo ha una forma curvilinea poiché segue la forma ellittica di piazza del Duomo. Ha quattro grandi portali ognuno dei quali è separato da finestre non troppo elaborate. Al piano superiore vi sono nove balconi rinchiusi da ferriate, sopra di essi delle travi lavorate con pietra iblea. Dieci pilastri in stile merlato delimitano la struttura del palazzo. Una seconda entrata del palazzo, diversa dalla principale, mostra un grande portone arcuato in stile barocco, affiancato ad altri due balconi rinchiusi anch'essi in ferro battuto.